# Josephskapelle (Hofburg)
Die Josephskapelle (umgangssprachlich meist Kammerkapelle genannt, früher Michaelskapelle) in Wien ist eine Kapelle der Hofburg sowie eine ehemalige Hauskapelle der Habsburger. Sie wurde gelegentlich von der K.u.k. Hof- und Burgpfarre genutzt.

## Lage

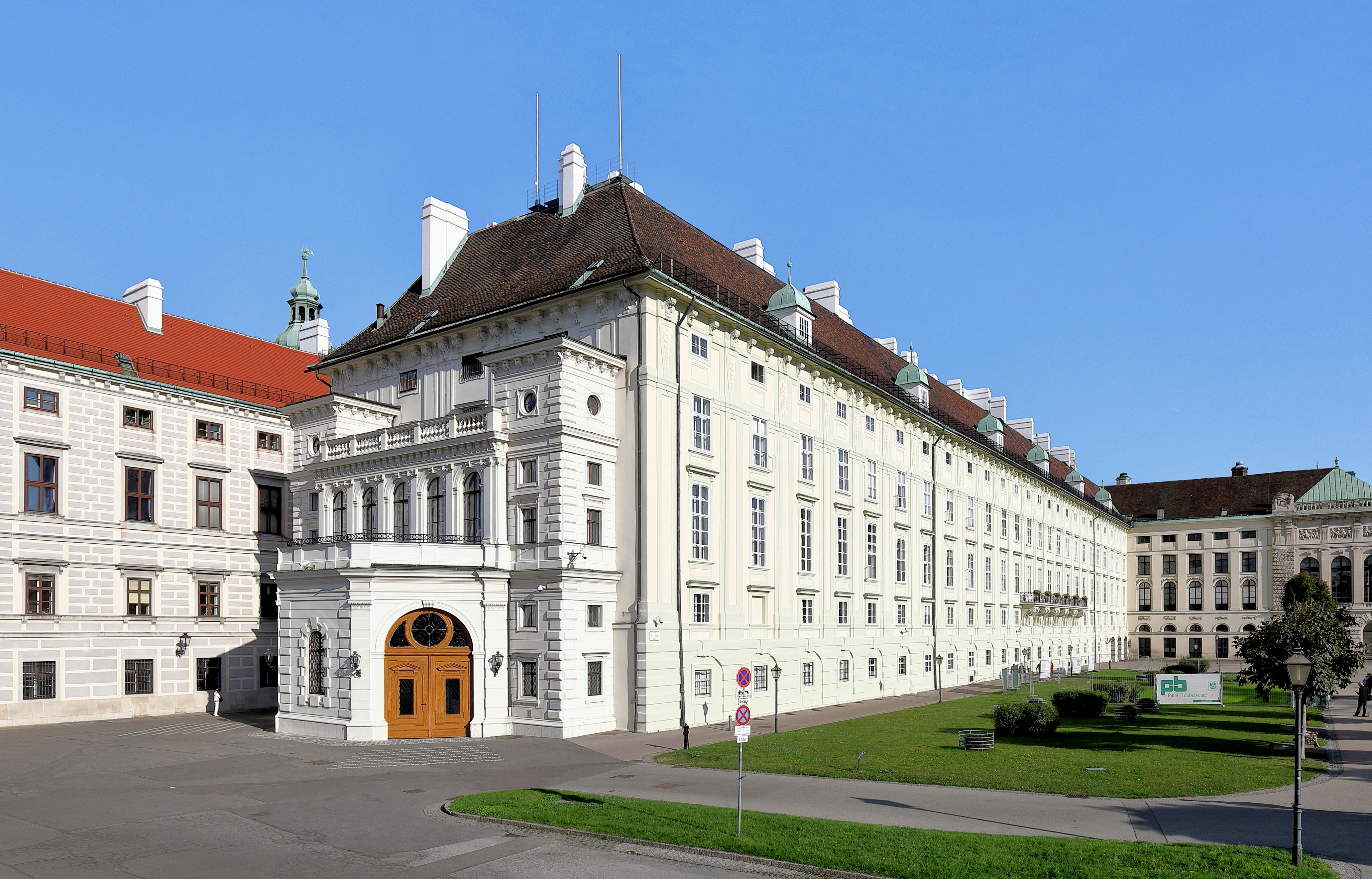
Leopoldinischer Trakt der Hofburg; die fünf Fenster der Josephskapelle sind etwas höher als die Fenster der übrigen Zimmer.

Die Josephskapelle befindet sich am Westende des Leopoldinischen Traktes, in dem heute die Amtsräume des Bundespräsidenten untergebracht sind. Vom Heldenplatz aus ist die Lage der Josephskapelle durch fünf ihrer oberen Fenster erkennbar, die um ein paar Scheiben höher als die Fenster der übrigen Zimmer sind. Der Eingang zum Oratorium der mehrere Stockwerke hohen kleinen Kirche befindet sich, der Bellaria benachbart, im Bereich der Präsidentschaftskanzlei und ist nicht öffentlich zugänglich.

## Geschichte

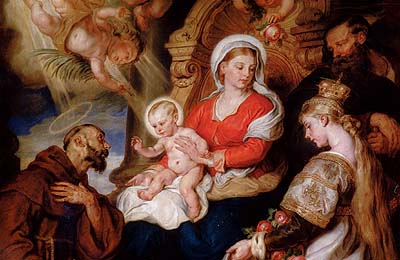
Altarbild der Josephskapelle

Die Kapelle wurde 1772 von Maria Theresia von Grund auf erneuert und ersetzte bei hohen Festen, zum Beispiel bei der Grablegung am Karfreitag, die fehlende Seitenkapelle der im Schweizertrakt der Hofburg gelegenen gotischen Hofkapelle.
Das ursprüngliche Altarbild „Tod des hl. Joseph“ von Carlo Maratti wurde in den Chroniken als besonders schön gerühmt. Anlässlich der Silbernen Hochzeit von Kaiser Franz Joseph und Elisabeth (genannt Sisi) wurde es durch ein von ihren Kindern (Kronprinz Rudolf, Gisela und Marie Valerie) gestiftetes, dreiteiliges Gemälde Hans Canons ersetzt, das die Porträts der kaiserlichen Familie in allegorischer Darstellung vereinigt.
Am 18. Jänner 1865 heiratete Herzog Philipp von Württemberg in der Josephskapelle der Wiener Hofburg Erzherzogin Marie Therese, Tochter von Feldmarschall Erzherzog Albrecht. Ebenfalls in der Josephskapelle wurde im Jänner 1868 der Sarg des bei Santiago de Querétaro erschossenen Kaisers Maximilian von Mexiko aufgebahrt.
Die Wandmalereien stammen unter anderem von dem österreichischen Barockmaler Franz Anton Maulbertsch.